# アウトロウズ
アウトロウズ（OutlawzまたはThe Outlawz、Outlaw Immortalz）はアメリカのラップグループである。1995年、刑務所を出所した2パックによって結成された。

## 結成
アウトロウズは当初、ヤングサグズとして知られた。のちにドラマサイダル（Dramacydal）と改名。ドラマサイダルとしては2パックの1995年のアルバム、『ミー・アゲインスト・ザ・ワールド』内の「Me Against The World」と「Outlaw」で初めて登場。
ドラマサイダルは以下のメンバーで構成されていた。
- K-Dog - 後のカストロ（Kastro）
- Young Hollywood - 後のヤキ・カダフィ（en:Yaki Kadafi）
- Big Malcom - 後のE.D.I.・ミーン（en:E.D.I. Mean）

## アウトロウズ
2パックの出所後、彼は義兄弟のモプリーム・シャクール（en:Mopreme Shakur）とビッグ・サイク（en:Big Syke）をメンバーに迎え、フセイン・フェイタル（en:Hussein Fatal）とナポレオン（Napoleon）も追加した。その後2パックの大ヒットアルバム、『オール・アイズ・オン・ミー』の発売に合わせてデビュー。また同時にドラマサイダルとしても活動をしていた。
メンバーの名前は世界中の独裁者やアメリカの敵国の主導者などが捩って使われている。
- 2パック（Makaveli）

アウトロウズのリーダーで、イタリアの思想家マキャヴェッリからマキャヴェリ（Makaveli）を名乗り、唯一名前が独裁者から取られなかった。
- ヤキ・カダフィ（Yaki Kadafi）

本名Yafeu Fula。名前はリビアのカダフィ将軍から。
- カストロ（Kastro）

本名Katari Cox。2パックの従兄弟で、名前はキューバのカストロから。
- E.D.I.・ミーン（E.D.I. Mean）

本名Malcolm Greenridge。名前はウガンダのイディ・アミンから。
- フセイン・フェイタル（Hussein Fatal）

本名Bruce Washington。ヤキ・カダフィの幼馴染で、名前はイラクのフセインから。
- ナポレオン（Napoleon）

本名Mutah Beale。ヤキ・カダフィの幼馴染で、名前はフランスのナポレオンから。
- ビッグ・サイク（Big Syke）

本名Tyruss Himes。2パックの初のグループ、サグ・ライフ（Thug Life）のメンバー。アウトロウズでは、イタリアのムッソリーニからムッソリーニ（Mussolini）を名乗った。
- モプリーム（Mopreme）

本名Mopreme Shakur。2パックの義兄弟で、ビッグ･サイクと同様サグ・ライフのメンバー。アウトロウズではイランのホメイニーからコメイニ（Komani）を名乗った。
- ヤング・ノーブル（Young Noble）

最後の正式メンバー。

## その他メンバー
- ニュー・チャイルド（New Child）

フセイン・フェイタルの友人で、2パックの死後に加入。
- ドナ・ハンター（Donna Hunter）

ストーム（Storm）として活動。2パックに初の女性メンバーとして誘われていた。2パックと絡み多くの曲を残したが、リリースされる際にはほとんどがカットされた。
ソロ名義にてデスロウレコードからいくつかの音源を発表。
- ロナルド・ムーア（Ronald Moore）

Gonzoeとして活動。2パックの死後に正式加入。
- ストーミー（Stormey）

情報なし。

## ディスコグラフィ
スタジオ・アルバム
- ライド･ウィズ・アス・オア・コライド・ウィズ・アス - en:Ride Wit Us Or Collide Wit Us (2000)
- ノヴァケイン - en:Novakane (2001)
- ネヴァー・サレンダー - en:Neva Surrenda (2002)
- アウトロウ・4・ライフ：2005 A.P. - en:Outlaw 4 Life: 2005 A.P. (2005)
- アゲインスト・オール・オッズ - en:Against All Oddz (2006)
- We Want In: The Street LP (2008)
- Perfect Timing (2011)
- Livin' Legendz (2016)
- #LastOnezLeft (2017)